# Chronografia albo Dziejopis Żywiecki
Chronografia albo Dziejopis Żywiecki – kronika napisana przez Andrzeja Komonieckiego (ok. 1658–1729), ówczesnego wójta żywieckiego, opisująca dzieje Żywiecczyzny na przestrzeni ponad trzystu lat, od 1400 do 1728 roku. Ze względu na treść dzieli się ją na 3 części, odpowiednio:
- 1400–1586 – opisywane przez autora w oparciu o Kronikę Polską Marcina Bielskiego
- 1586–1686 – treść oparta na dokumentacji znajdującej się ówcześnie w Żywcu, do której Andrzej Komoniecki, ze względu na sprawowaną funkcję miał swobodny dostęp
- 1686–1728 – przekaz treści oparty na wydarzeniach, których autor dzieła był świadkiem, bądź w oparciu o teksty pisane. W ostatniej części charakter wypowiedzi nadaje kronice charakter pamiętnika – widoczny jest element indywidualnej oceny zdarzeń.

Kronika przedstawia najważniejsze wydarzenia z dziejów Żywiecczyzny, zawiera dokładny spis gruntów, przytaczając m.in. etymologie nazw miejscowości, opisując żywot najważniejszych postaci ówczesnej ziemi żywieckiej.
Pierwszy tom Dziejopisu Żywieckiego ukazał się w 1937 roku, w ramach serii Biblioteka Żywiecka w opracowaniu Stanisława Szczotki. Ponowne wydanie miało miejsce w 1987 roku, w związku z jubileuszem 50-lecia działalności Towarzystwa Miłośników Ziemi Żywieckiej w opracowaniu Stanisława Grodziskiego i Ireny Dwornickiej. Był to efekt współpracy TMZŻ z władzami miasta i krakowskim środowiskiem naukowym.